# Fussball Club Erzgebirge Aue 2013-2014
Questa voce raccoglie le informazioni riguardanti il Fussball Club Erzgebirge Aue nelle competizioni ufficiali della stagione 2013-2014.

## Stagione
Nella stagione 2013-2014 l'Erzgebirge Aue, allenato da Falko Götz, concluse il campionato di 2. Bundesliga al 14º posto. In Coppa di Germania l'Erzgebirge Aue fu eliminato al primo turno dall'Osnabrück.

## Rosa
| N. |                                 | Ruolo | Calciatore        |
| -- | ------------------------------- | ----- | ----------------- |
| 1  | Germania (bandiera)             | P     | Martin Männel     |
| 2  | Germania (bandiera)             | C     | Philip Hauck      |
| 3  | Germania (bandiera)             | D     | Tobias Nickenig   |
| 4  | Germania (bandiera)             | D     | Thomas Paulus     |
| 5  | Slovacchia (bandiera)           | D     | Filip Lukšík      |
| 6  | Germania (bandiera)             | C     | Kevin Schlitte    |
| 7  | Germania (bandiera)             | C     | Bastian Hohmann   |
| 8  | Germania (bandiera)             | C     | Mike Könnecke     |
| 9  | Germania (bandiera)             | A     | Frank Löning      |
| 10 | Germania (bandiera)             | C     | Michael Fink      |
| 11 | Lituania (bandiera)             | A     | Arvydas Novikovas |
| 12 | Slovacchia (bandiera)           | A     | Jakub Sylvestr    |
| 13 | Germania (bandiera)             | A     | Ronny König       |
| 14 | Bosnia ed Erzegovina (bandiera) | C     | Zlatko Janjić     |
| 15 | Germania (bandiera)             | D     | René Klingbeil    |

| N. |                     | Ruolo | Calciatore         |
| -- | ------------------- | ----- | ------------------ |
| 18 | Germania (bandiera) | D     | Nils Miatke        |
| 20 | Germania (bandiera) | C     | Oliver Schröder    |
| 21 | Germania (bandiera) | D     | Dominic Rau        |
| 22 | Germania (bandiera) | C     | Rico Benatelli     |
| 23 | Francia (bandiera)  | C     | Dorian Diring      |
| 24 | Germania (bandiera) | D     | Philipp Müller     |
| 25 | Turchia (bandiera)  | C     | Guido Koçer        |
| 26 | Nigeria (bandiera)  | A     | Solomon Okoronkwo  |
| 27 | Germania (bandiera) | P     | Marius Schulze     |
| 28 | Germania (bandiera) | C     | Felix Kunert       |
| 28 | Germania (bandiera) | A     | Max Gehrmann       |
| 30 | Germania (bandiera) | D     | Fabian Müller      |
| 32 | Spagna (bandiera)   | D     | Iván González      |
| 33 | Germania (bandiera) | P     | Sascha Kirschstein |

## Organigramma societario
Area tecnica
- Allenatore: Falko Götz
- Allenatore in seconda: Rastislav Hodul
- Preparatore dei portieri: Russi Petkov
- Preparatori atletici:
- Analisi video:

## Calciomercato

### Sessione estiva
| Acquisti | Acquisti           | Acquisti          | Acquisti |
| R.       | Nome               | da                | Modalità |
| -------- | ------------------ | ----------------- | -------- |
| D        | Taku Ishihara      | OFK Titograd      |          |
| C        | Rico Benatelli     | Borussia Dortmund |          |
| C        | Dorian Diring      | Hertha Berlino II |          |
| C        | Zlatko Janjić      | Wehen Wiesbaden   |          |
| P        | Sascha Kirschstein | Ingolstadt 04     |          |
| A        | Arvydas Novikovas  | Hearts            |          |
| A        | Solomon Okoronkwo  | Pécs              |          |
| P        | Marius Schulze     | Erzgebirge Aue II |          |

| Cessioni | Cessioni        | Cessioni               | Cessioni |
| R.       | Nome            | a                      | Modalità |
| -------- | --------------- | ---------------------- | -------- |
| A        | Andreas Wiegel  | Rot-Weiß Erfurt        |          |
| P        | Tom Neukam      | Markranstädt           |          |
| A        | Flamur Kastrati | Strømsgodset           |          |
| P        | Stephan Flauder | BFC Dynamo             |          |
| C        | Marc Hensel     | Chemnitz               |          |
| C        | Jan Hochscheidt | Eintracht Braunschweig |          |
| C        | Nicolas Höfler  | Friburgo               |          |
| A        | Halil Savran    | Hansa Rostock          |          |

### Sessione invernale
| Acquisti | Acquisti        | Acquisti       | Acquisti |
| R.       | Nome            | da             | Modalità |
| -------- | --------------- | -------------- | -------- |
| D        | Filip Lukšík    | Spartak Myjava |          |
| C        | Bastian Hohmann | Vasas          |          |
| A        | Frank Löning    | Sandhausen     |          |

| Cessioni | Cessioni        | Cessioni    | Cessioni |
| R.       | Nome            | a           | Modalità |
| -------- | --------------- | ----------- | -------- |
| C        | Kevin Pezzoni   | Saarbrücken |          |
| D        | Taku Ishihara   | Saarbrücken |          |
| D        | Ronald Gërçaliu | U Cluj      |          |

## Risultati

### 2. Bundesliga

#### Girone di andata
| Arbitro: | Ittrich |

|           |           |                          |
| Lappe 85’ | Marcatori | 25’, 82’ (rig.) Sylvestr |

| Arbitro: | Dingert |

|              |           |  |
| Sylvestr 83’ | Marcatori |  |

| Arbitro: | Osmers |

|  |           |               |
|  | Marcatori | 43’ Reichwein |

| Arbitro: | Stieler |

|                          |           |           |
| Idrissou 29’ (rig.), 60’ | Marcatori | 59’ Koçer |

| Arbitro: | Bandurski |

|                    |           |                    |
| Novikovas 47’, 77’ | Marcatori | 22’ (rig.) Banović |

| Arbitro: | Schmidt |

|                                       |           |              |
| Gerhardt 2’ Risse 11’, 24’ Peszko 55’ | Marcatori | 14’ Ishihara |

| Arbitro: | Petersen |

|  |           |                      |
|  | Marcatori | 47’ Müller 90’ Riese |

| Arbitro: | Willenborg |

|                                             |           |              |
| Stoppelkamp 23’ (rig.) Stark 27’ Friend 65’ | Marcatori | 79’ Sylvestr |

| Arbitro: | Brand |

|                                     |           |  |
| Koçer 9’ Sylvestr 28’ Benatelli 51’ | Marcatori |  |

| Arbitro: | Schriever |

|                             |           |           |
| Oumari 5’ Kapllani 15’, 30’ | Marcatori | 74’ König |

| Arbitro: | Steinhaus-Webb |

|                |           |                |
| Koçer 48’, 50’ | Marcatori | 3’ Sukuta-Pasu |

| Arbitro: | Schmidt |

|                |           |  |
| Mattuschka 62’ | Marcatori |  |

| Arbitro: | Stieler |

|                      |           |                                                             |
| Sylvestr 25’ Rau 47’ | Marcatori | 5’, 8’, 17’, 86’ Füllkrug 48’ (aut.) Rau 56’ (rig.) Stieber |

| Arbitro: | Siebert |

|            |           |               |
| Schulz 71’ | Marcatori | 90’ Klingbeil |

| Arbitro: | Perl |

|                                      |           |  |
| Fink 18’ Janjić 37’ (rig.) Koçer 52’ | Marcatori |  |

| Arbitro: | Cortus |

|            |           |               |
| Wemmer 32’ | Marcatori | 78’ Novikovas |

| Arbitro: | Stark |

|  |           |                            |
|  | Marcatori | 8’ Bartels 25’ Gregoritsch |

#### Girone di ritorno
| Aue-Bad Schlema 15 dicembre 2013, ore 13:30 CET 18ª giornata | Erzgebirge Aue | 0 – 0 referto | Ingolstadt 04 | Sparkassen-Erzgebirgsstadion (7 200 spett.)\| Arbitro: \| Fischer \| |
| Arbitro:                                                     | Fischer        |               |               |                                                                      |

| Arbitro: | Sippel |

|                |           |  |
| Ulm 31’ (rig.) | Marcatori |  |

| Arbitro: | Osmers |

|                          |           |                           |
| Pohjanpalo 33’ Klauß 62’ | Marcatori | 29’ Könnecke 58’ Sylvestr |

| Arbitro: | Perl |

|             |           |  |
| Sylvestr 5’ | Marcatori |  |

| Arbitro: | Dietz |

|                             |           |                              |
| Stiepermann 48’, 72’ (rig.) | Marcatori | 15’, 18’ Löning 36’ Sylvestr |

| Arbitro: | Wingenbach |

|                                |           |                 |
| Sylvestr 12’ Löning 69’ (rig.) | Marcatori | 83’, 88’ Halfar |

| Arbitro: | Fritz |

|          |           |  |
| Klos 43’ | Marcatori |  |

| Arbitro: | Grudzinski |

|                            |           |                         |
| Sylvestr 49’ Benatelli 86’ | Marcatori | 2’ Wojtkowiak 90’ Ōsako |

| Arbitro: | Rohde |

|           |           |               |
| Krebs 13’ | Marcatori | 68’ Okoronkwo |

| Arbitro: | Zwayer |

|                            |           |             |
| Sylvestr 59’ Benatelli 77’ | Marcatori | 30’ Görlitz |

| Arbitro: | Christ |

|                 |           |  |
| Sukuta-Pasu 50’ | Marcatori |  |

| Arbitro: | Drees |

|                                              |           |                                     |
| Sylvestr 30’ (rig.), 72’ (rig.) Nickenig 33’ | Marcatori | 24’ (rig.) Mattuschka 40’ Skrzybski |

| Arbitro: | Kampka |

|                         |           |            |
| Brosinski 38’ Azemi 58’ | Marcatori | 17’ Lukšík |

| Arbitro: | Dingert |

|                    |           |  |
| Fink 6’ Löning 19’ | Marcatori |  |

| Arbitro: | Grudzinski |

|                                        |           |  |
| Hoffer 35’, 45’ Bolly 71’ Halloran 89’ | Marcatori |  |

| Arbitro: | Sippel |

|  |           |                      |
|  | Marcatori | 35’ Meha 66’ Vrančić |

| Arbitro: | Fischer |

|                     |           |                        |
| Nöthe 14’ Maier 38’ | Marcatori | 28’ Koçer 62’ Sylvestr |

### Coppa di Germania
| Arbitro: | Dankert |

|                        |           |  |
| Nagy 5’, 67’ Spann 21’ | Marcatori |  |

## Statistiche

### Statistiche di squadra
| Competizione      | Punti | In casa | In casa | In casa | In casa | In casa | In casa | In trasferta | In trasferta | In trasferta | In trasferta | In trasferta | In trasferta | Totale | Totale | Totale | Totale | Totale | Totale | DR  |
| Competizione      | Punti | G       | V       | N       | P       | Gf      | Gs      | G            | V            | N            | P            | Gf           | Gs           | G      | V      | N      | P      | Gf     | Gs     | DR  |
| ----------------- | ----- | ------- | ------- | ------- | ------- | ------- | ------- | ------------ | ------------ | ------------ | ------------ | ------------ | ------------ | ------ | ------ | ------ | ------ | ------ | ------ | --- |
| 2. Bundesliga     | 41    | 17      | 9       | 3       | 5       | 25      | 22      | 17           | 2            | 5            | 10           | 17           | 32           | 34     | 11     | 8      | 15     | 42     | 54     | -12 |
| Coppa di Germania | -     | 0       | 0       | 0       | 0       | 0       | 0       | 1            | 0            | 0            | 1            | 0            | 3            | 1      | 0      | 0      | 1      | 0      | 3      | -3  |
| Totale            | 41    | 17      | 9       | 3       | 5       | 25      | 22      | 18           | 2            | 5            | 11           | 17           | 35           | 35     | 11     | 8      | 16     | 42     | 57     | -15 |

### Andamento in campionato
| Giornata  | 1 | 2 | 3 | 4 | 5 | 6 | 7  | 8  | 9  | 10 | 11 | 12 | 13 | 14 | 15 | 16 | 17 | 18 | 19 | 20 | 21 | 22 | 23 | 24 | 25 | 26 | 27 | 28 | 29 | 30 | 31 | 32 | 33 | 34 |
| --------- | - | - | - | - | - | - | -- | -- | -- | -- | -- | -- | -- | -- | -- | -- | -- | -- | -- | -- | -- | -- | -- | -- | -- | -- | -- | -- | -- | -- | -- | -- | -- | -- |
| Luogo     | T | C | C | T | C | T | C  | T  | C  | T  | C  | T  | C  | T  | C  | T  | C  | C  | T  | T  | C  | T  | C  | T  | C  | T  | C  | T  | C  | T  | C  | T  | C  | T  |
| Risultato | V | V | P | P | V | P | P  | P  | V  | P  | V  | P  | P  | N  | V  | N  | P  | N  | P  | N  | V  | V  | N  | P  | N  | N  | V  | P  | V  | P  | V  | P  | P  | N  |
| Posizione | 2 | 3 | 5 | 9 | 2 | 7 | 12 | 15 | 12 | 14 | 10 | 12 | 15 | 15 | 13 | 12 | 15 | 15 | 16 | 16 | 15 | 12 | 13 | 14 | 15 | 14 | 12 | 13 | 11 | 12 | 11 | 12 | 13 | 14 |

Legenda:

Luogo: C = Casa; T = Trasferta. Risultato: V = Vittoria; N = Pareggio; P = Sconfitta.

### Statistiche dei giocatori
| Giocatore      | 2. Bundesliga | 2. Bundesliga | 2. Bundesliga | 2. Bundesliga | Coppa di Germania | Coppa di Germania | Coppa di Germania | Coppa di Germania | Totale   | Totale | Totale      | Totale     |
| Giocatore      | Presenze      | Reti          | Ammonizioni   | Espulsioni    | Presenze          | Reti              | Ammonizioni       | Espulsioni        | Presenze | Reti   | Ammonizioni | Espulsioni |
| -------------- | ------------- | ------------- | ------------- | ------------- | ----------------- | ----------------- | ----------------- | ----------------- | -------- | ------ | ----------- | ---------- |
| R. Benatelli   | 23            | 3             | 1             | 0             | 0                 | 0                 | 0                 | 0                 | 23       | 3      | 1           | 0          |
| D. Diring      | 15            | 0             | 2             | 1             | 1                 | 0                 | 0                 | 0                 | 16       | 0      | 2           | 1          |
| M. Fink        | 29            | 2             | 5             | 0             | 1                 | 0                 | 0                 | 0                 | 30       | 2      | 5           | 0          |
| M. Gehrmann    | 0             | 0             | 0             | 0             | 0                 | 0                 | 0                 | 0                 | 0        | 0      | 0           | 0          |
| I. González    | 13            | 0             | 1             | 0             | 0                 | 0                 | 0                 | 0                 | 13       | 0      | 1           | 0          |
| R. Gërçaliu    | 1             | 0             | 1             | 0             | 0                 | 0                 | 0                 | 0                 | 1        | 0      | 1           | 0          |
| P. Hauck       | 1             | 0             | 0             | 0             | 0                 | 0                 | 0                 | 0                 | 1        | 0      | 0           | 0          |
| B. Hohmann     | 0             | 0             | 0             | 0             | 0                 | 0                 | 0                 | 0                 | 0        | 0      | 0           | 0          |
| T. Ishihara    | 7             | 1             | 0             | 0             | 0                 | 0                 | 0                 | 0                 | 7        | 1      | 0           | 0          |
| Z. Janjić      | 24            | 1             | 1             | 0             | 1                 | 0                 | 0                 | 0                 | 25       | 1      | 1           | 0          |
| S. Kirschstein | 13            | 0             | 0             | 0             | 1                 | 0                 | 0                 | 0                 | 14       | 0      | 0           | 0          |
| R. Klingbeil   | 30            | 1             | 5             | 0             | 1                 | 0                 | 0                 | 0                 | 31       | 1      | 5           | 0          |
| G. Koçer       | 31            | 6             | 7             | 0             | 0                 | 0                 | 0                 | 0                 | 31       | 6      | 7           | 0          |
| F. Kunert      | 0             | 0             | 0             | 0             | 0                 | 0                 | 0                 | 0                 | 0        | 0      | 0           | 0          |
| R. König       | 21            | 1             | 1             | 0             | 1                 | 0                 | 0                 | 0                 | 22       | 1      | 1           | 0          |
| M. Könnecke    | 13            | 1             | 2             | 0             | 0                 | 0                 | 0                 | 0                 | 13       | 1      | 2           | 0          |
| F. Lukšík      | 13            | 1             | 1             | 0             | 0                 | 0                 | 0                 | 0                 | 13       | 1      | 1           | 0          |
| F. Löning      | 14            | 4             | 0             | 0             | 0                 | 0                 | 0                 | 0                 | 14       | 4      | 0           | 0          |
| N. Miatke      | 25            | 0             | 7             | 0             | 1                 | 0                 | 0                 | 0                 | 26       | 0      | 7           | 0          |
| M. Männel      | 22            | 0             | 3             | 0             | 0                 | 0                 | 0                 | 0                 | 22       | 0      | 3           | 0          |
| F. Müller      | 27            | 0             | 6             | 0             | 1                 | 0                 | 0                 | 0                 | 28       | 0      | 6           | 0          |
| P. Müller      | 0             | 0             | 0             | 0             | 0                 | 0                 | 0                 | 0                 | 0        | 0      | 0           | 0          |
| T. Nickenig    | 13            | 1             | 2             | 0             | 0                 | 0                 | 0                 | 0                 | 13       | 1      | 2           | 0          |
| A. Novikovas   | 20            | 3             | 3             | 1             | 1                 | 0                 | 0                 | 0                 | 21       | 3      | 3           | 1          |
| S. Okoronkwo   | 21            | 1             | 7             | 0             | 1                 | 0                 | 1                 | 0                 | 22       | 1      | 8           | 0          |
| T. Paulus      | 22            | 0             | 5             | 0             | 1                 | 0                 | 0                 | 0                 | 23       | 0      | 5           | 0          |
| K. Pezzoni     | 8             | 0             | 0             | 0             | 1                 | 0                 | 0                 | 0                 | 9        | 0      | 0           | 0          |
| D. Rau         | 8             | 1             | 1             | 0             | 0                 | 0                 | 0                 | 0                 | 8        | 1      | 1           | 0          |
| K. Schlitte    | 4             | 0             | 1             | 0             | 1                 | 0                 | 1                 | 0                 | 5        | 0      | 2           | 0          |
| O. Schröder    | 24            | 0             | 2             | 0             | 1                 | 0                 | 0                 | 0                 | 25       | 0      | 2           | 0          |
| M. Schulze     | 0             | 0             | 0             | 0             | 0                 | 0                 | 0                 | 0                 | 0        | 0      | 0           | 0          |
| J. Sylvestr    | 34            | 15            | 2             | 0             | 0                 | 0                 | 0                 | 0                 | 34       | 15     | 2           | 0          |